# Monino
Monino (en russe : Монино) est une commune urbaine de l'oblast de Moscou, en Russie. Sa population s'élevait à 21 023 habitants en 2015.

## Géographie
Monino est située à 38 km à l'est du centre de Moscou et à 22 km de l'autoroute périphérique de la capitale.

## Histoire
Le nom vient d'une famille habitant à l'origine une ferme isolée. Alors qu'en 1926 le village ne comptait que 30 habitants, ils étaient 10 800 en 1959.
La renommée mondiale de la ville est due à la présence du musée central des forces aériennes de la fédération de Russie et à l'Académie militaire d'aviation Youri A. Gagarine située à proximité immédiate.

## Population
Recensements (*) ou estimations de la population  :
| 1959*  | 1970*  | 1979*  | 1989*  |
| ------ | ------ | ------ | ------ |
| 10 787 | 15 773 | 18 416 | 18 582 |

| 2002*  | 2010*  | 2014   | 2015   |
| ------ | ------ | ------ | ------ |
| 20 017 | 22 821 | 21 184 | 21 023 |

## Transports
Monino est relié à Moscou par la route M7 et par chemin de fer (gare de Iaroslavl).